# Veľký Cetín
Veľký Cetín es un municipio del distrito de Nitra en la región de Nitra, Eslovaquia, con una población estimada a final del año 2024 de 1607 habitantes.
Se encuentra ubicado en el centro-oeste de la región, en el valle del río Nitra (cuenca hidrográfica del Danubio) y cerca de la frontera con la región de Trnava.

## Demografía
| Año        | 1994 | 2004    | 2014    | 2024    |
| ---------- | ---- | ------- | ------- | ------- |
| Población  | 1740 | 1692    | 1591    | 1607    |
| Diferencia |      | −2,75 % | −5,96 % | +1,00 % |

| Año        | 2023 | 2024    |
| ---------- | ---- | ------- |
| Población  | 1610 | 1607    |
| Diferencia |      | −0,18 % |